# Бурти (Нехворощанська сільська громада)
Бурти́ — село в Україні, у Нехворощанській сільській громаді Полтавського району Полтавської області. Населення становить 103 осіб.

## Географія
Село Бурти знаходиться на правому березі річки Оріль, вище за течією на відстані 1,5 км розташоване село Нехвороща, нижче за течією примикає село Шедієве. Річка в цьому місці звивиста, утворює лимани, стариці та заболочені озера, у тому числі озеро Лиман.

## Населення

### Мова
Розподіл населення за рідною мовою за даними перепису 2001 року:
| Мова       | Кількість | Відсоток |
| ---------- | --------- | -------- |
| українська | 98        | 95.15%   |
| російська  | 5         | 4.85%    |
| Усього     | 103       | 100%     |